# 中野省吾
中野 省吾（なかの しょうご、1991年11月1日 - ）は、日本の騎手。2018年まで南関東公営競馬（船橋競馬・渡邊薫厩舎）に所属していた。地方競馬教養センター騎手課程第87期生。brosBに所属していた。

## 来歴
- 2009年
  - 3月31日、騎手免許取得[3]。
  - 5月4日、第2回船橋競馬1日目第2競走C3六組条件戦をフジハマカゼで初騎乗（12頭立て6番人気8着）[4]。
  - 6月8日、第3回船橋競馬1日目第2競走C3五組条件戦をフジハマカゼに騎乗し優勝、初勝利をあげた（9頭立て1番人気）[5][6][7]。
- 2011年
  - 1月17日、第25回全日本新人王争覇戦に出場、第1戦で3着、第2戦を優勝し総合優勝（10人中）[8][9]。1月20日、第10回船橋競馬4日目第7競走終了後に表彰式が開催された[10]。
  - 2月16日、平成22年南関東最優秀新人騎手賞を受賞[11][12]。
- 2013年
  - 2月25日から5月25日までの3か月間、笠松競馬場の藤田正治厩舎に[13]、7月30日から10月30日までの3カ月間、ホッカイドウ競馬の松本隆宏厩舎にそれぞれ所属し期間限定騎乗をした[14]。
- 2016年
  - 3月28日の川崎競馬第9競走にて、次の第10競走で使用する鞍と取り違えたため斤量が2キロ軽い状態で出走し10日間の騎乗停止となる[15][16][17]。
- 2017年
  - スーパージョッキーズトライアルを1着、2着、1着、1着と完全連対で優勝し、ワールドオールスタージョッキーズ出場を決めた[18]。
  - 8月26日、27日に行われたワールドオールスタージョッキーズでは2着、11着、10着、5着となり32ポイントで総合7位となった[19][20]。
  - 9月28日、第7回船橋競馬4日目第5競走において、同騎手に噛み付こうとした他馬が下がり始めたところを後ろ向きでむちで叩いたことから、むちの不当使用により4日間の騎乗停止を受けた。[21]。
- 2018年
  - 3月5日、第19回大井競馬第1日第7競走でケープフローラに騎乗し通算500勝を達成[22]。
  - 3月15日、地方競馬全国協会（NAR）が中野の騎手免許を更新しないことを発表した。理由は2018年度の制裁回数の多さやその内容にあると報じられている[23][24][25]。3月30日の大井競馬場が免許失効前の最後の騎乗となった[26]。
  - 6月8日、マカオジョッキークラブで8月26日（2018年度末）までの短期騎手免許の交付を受ける[27][28]。その後2019年2月28日まで短期免許を更新した[29]。
  - 6月29日に現地での初勝利をあげた[30]。
- 2020年
  - 8月23日にマカオスプリントトロフィー（マカオG3）をFortune Treasureで優勝し、海外重賞初制覇[31]。
- 2023年
  - 2月8日、同年4月1日から12月31日までシンガポールで期間限定騎乗を行うことが発表された[32]。
- 2024年
  - 9月20日、マレーシアのセランゴール競馬場で騎乗することが発表された[33]。